# Aleksey Maratovich Orlov
Aleksey Maratovich Orlov (em russo: Алексей Маратович Орлов) é um político calmuco, que ocupa atualmente o cargo de presidente da República da Calmúquia.